# こども店長
こども店長（こどもてんちょう）は、2009年4月5日から2010年まで展開していたトヨタ自動車のテレビ広告シリーズ、またはそのテレビ広告に登場するキャラクター（初代：加藤清史郎）である。 2014年からは清史郎の実弟の加藤憲史郎が二代目を務めている。企画・制作はテレビ広告プランナーの福里真一。

## 概要
主な出演者は加藤清史郎、飯島直子、大後寿々花。清史郎がこども店長であり、飯島がこども店長の母親、大後がこども店長の姉という設定である。こども店長は、赤いジャケットがトレードマークである。「こども店長」単独のテレビ広告と、普通の自動車テレビ広告の最後に「エコカー減税」と「買い替え補助金」の告知のみをする2パターンがあった。
2010年を以てテレビ広告展開はいったん終了したが、その後2013年から展開されるテレビ広告シリーズ「TOYOTOWN」の登場人物として、加藤清史郎の実弟加藤憲史郎が二代目こども店長に就任。初代を演じた清史郎も同シリーズに出演している。

### 単独テレビ広告
販売店を舞台に、こども店長が「これから目線」をテーマに子供らしいたとえで減税などを説明するが、最後には子供らしい結末になるギャグ形式のコマーシャルだった。

主なパターンは、「店員とお客さまのやり取りにこども店長が割って入り、子供らしいたとえで説明するが、最後に母や姉に叱られて、あるいは呆れられてオチがつく」。エコカー減税の例示には「スイミングスクール代」「アイスキャンディー代」を使用した。買い替え補助金の例えの一例には「給食で大好物のカレーの上に揚げパンが付く」とした。説明をした直後店を去る15秒版と説明後にこども店長と、お客さんの間で短いやり取りが加わる30秒版とがあった。

最近は、様々なアレンジバージョンがあった。
専用の広告歌『こども店長のうた』（歌は前川清）が製作され、BGMとして流れていた。石川遼が出演する「ライバルあらわる」編の時は、同じ曲で歌詞が違う（「こどもなのに店長〜」が「ゴルファーなのに店長〜」などに差し替え）｢ハニカミ店長のうた」を使っていた。多くを特設サイトで聴くことができた。

### 一般テレビ広告への告知挿入
他の車種宣伝のテレビ広告の最後のシーンに、こども店長が「○○（車名）は減税、補助金も。」と言う部分が追加される。ただし、エスティマ、クラウンは｢減税です。補助金もあるよ。｣となる。エコカー補助金の終了後は、「○○（車名）は減税」もしくは「減税です」に変更されている。

「こども店長」の知名度の向上とともに、車両テレビ広告のタレントと共演したり、車種のイメージなどをアピールするパターンが現れ、出演タレントのイメージに沿った広告展開も行われるようになった。パターンは以下の通り。
- カローラフィールダー 木村拓哉と共演、『（木村）「店長、どうぞ！」（こども店長）「減税。補助金も。」』と掛け合いを行う。後にテレビ広告が変更されたことに伴い、顔に口ひげを描いた（テレビ広告に猫が登場するため）状態で、読み上げを行うというパターンに変更された。
- ラクティス（初代） 童顔である若林正恭と共演、色違いのスーツを着て同じポーズをとっていた。
- ヴァンガード　ニュースキャスターの滝川クリステルとの共演で、ニュース番組の司会者風に読み上げを行う。
- ノア（2代目）　松下由樹とともに言う。エコカー補助金終了が近づくと単独に戻った。
- カローラルミオン 「ゴツンと減税、補助金も。」（後に「減税もゴツンと」に変更）というセリフで、こども店長の顔もCGで四角になっている。
- ウィッシュ（2010年10月～） テレビ広告に出演するEXILEの代表曲「Choo Choo TRAIN」の振りを行いながら、「減税まだまだ続いてます!」と読み上げる。
- ラクティス（2代目）（2010年11月～）　テレビ広告のキャッチコピー「これって、アリ?」にちなんで、「減税も、アリ!」と読み上げる。

プリウスなど、免税になる車種は「○○（車名）は免税、補助金も。」となるが、プリウスは免税効果で発注が相次ぎ、大量の受注残を抱え、買い替え補助金の条件となる「2010年3月末日までの新車登録」が事実上不可能であることがマスコミ報道で明らかになった時期前後から、PRを控えている。なお、SAIはプリウスと同様の理由で、当初は放送されていなかったが、暫くして「免税です。」という部分が追加されるようになった。なお、レクサスブランドで販売される車はこども店長は出演しない。

## 登場人物
- こども店長 - 初代：加藤清史郎[注 1]、二代目：加藤憲史郎

悩みは「先生のことをお客さまと呼んでしまう」「遠足の前の日は浮かれて仕事に集中できない」「あだ名が店長になってしまう」である。
好物はアイスキャンディー(本人曰く、「3度の飯より好き」)、お母さんの焼いてくれるアップルパイ。苦手な物はグリーンピース。また、右膝にいつも絆創膏を貼っている。
- お母さん - 飯島直子[注 2]
- お姉ちゃん - 大後寿々花

お母さん、お姉ちゃん共に「ライバルあらわる編」ではハニカミ店長にサインをおねだりする。

### 店員の家族
- お父さん（店員） - 天野勝弘
- お母さん（店員の妻） - さとうかよこ

「窓から登場（キャンプ）編・（スキー）編」出演

### その他の人物
- カメ - 原瑞起

「浦島太郎編」「給食編」のみ出演
- 男性客 - 加藤四朗

「浦島太郎編」のみ出演
- 女性客 - 松本香那

「給食編」のみ出演
- 荻原次晴

「スキー編」のみ出演
- ハニカミ店長 - 石川遼

「ライバルあらわる編」のみ出演

## 各シリーズ
- 登場編 （2009年4月5日 - 9月30日）
- エコカーの減税編 （2009年4月5日 - 9月30日）
- 新しい買い方編 （2009年4月5日 - 9月30日）
- 浦島太郎編 （2009年6月5日 - 8月11日）
- ファッションショー編 （2009年6月5日 - 8月11日）
- 給食編 （2009年6月5日 - 2010年1月25日）
- 窓から登場（キャンプ）編 （2009年8月20日 - 11月19日）
- 窓から登場（スキー）編 （2009年9月21日 - 12月31日）
- ライバルあらわる編 （2009年10月20日 - 2010年1月25日）
- 年月編（2010年4月19日 - ）
- 試乗現場・ハイブリッド篇（2010年6月11日 - ）
- 試乗現場・バックガイド篇（2010年6月11日 - ）

## 受賞歴
- 49th ACC テレビ広告 FESTIVAL（社団法人全日本シーエム放送連盟主催）ベスト演技賞に加藤清史郎が選ばれる。
- 2009年の新語・流行語大賞の上位10位内に「こども店長」が入り、同年12月1日に行われた授賞式には加藤清史郎が出席した。